# Земідан-Сара
Земідан-Сара (перс. زميدان سرا) — село в Ірані, у дегестані Лайл, у Центральному бахші, шагрестані Ляхіджан остану Ґілян. За даними перепису 2006 року, його населення становило 30 осіб, що проживали у складі 9 сімей.